# San Fernando (kommun i Chile)
San Fernando är en kommun i Chile.   Den ligger i provinsen Provincia de Colchagua och regionen Región de O'Higgins, i den södra delen av landet, 140 km söder om huvudstaden Santiago de Chile.
Trakten runt San Fernando är ofruktbar med lite eller ingen växtlighet. Runt San Fernando är det ganska glesbefolkat, med 35 invånare per kvadratkilometer.